# Пасека (Житковичский район)
Пасека (бел. Пасека) — деревня в Рудненском сельсовете Житковичского района Гомельской области Беларуси.
На севере граничит с лесом.

## География

### Расположение
В 13 км на юго-восток от районного центра и железнодорожной станции Житковичи (на линии Лунинец — Калинковичи), 238 км от Гомеля.

## Транспортная сеть
Транспортные связи по просёлочной, затем автомобильной дороге Житковичи — Черничи. Планировка состоит из прямолинейной широтной улицы, застроенной двусторонне, неплотно деревянными усадьбами.

## История
Согласно письменным источникам известна с XIX века как хутор в Житковичской волости Мозырского уезда Минской губернии. В 1879 году упоминается в числе селений Житковичского церковного прихода. Согласно переписи 1897 года хутор Чёрная Пасека. В 1931 году жители вступили в колхоз. Во время Великой Отечественной войны 7 жителей погибли на фронтах. Согласно переписи 1959 года в составе совхоза «Алексеевский» (центр — деревня Кольно).

## Население

### Численность
- 2004 год — 40 хозяйств, 89 жителей.

### Динамика
- 1897 год — 62 жителя (согласно переписи).
- 1908 год — 6 дворов.
- 1917 год — 77 жителей.
- 1925 год — 14 дворов.
- 1959 год — 183 жителя (согласно переписи).
- 2004 год — 40 хозяйств, 89 жителей.